# 須賀さくら
須賀 さくら（すが さくら、2000年12月18日 - ）は、日本の子役である。東京都出身。元セントラル子供劇団に所属していた。

## 人物
- 須賀健太は実兄にあたる。
- 兄の健太とは、フジテレビ系『人にやさしく』、『ALWAYS 三丁目の夕日』で共演していた。
- 兄のTwitterでは妹のことが話題に出る一方で[1]、2010年代以降は芸能活動をしているかは不明。

## 出演

### テレビドラマ
- 人にやさしく（2002年、フジテレビ）
- 月曜ミステリー劇場 狼女の子守唄（2002年、TBS）
- 百鬼夜行抄（2007年、日本テレビ） － 飯嶋律（幼少） 役
- 斉藤さん（2008年、日本テレビ） - 山本初江 役
- おせん 第9話（2008年、日本テレビ） - ちびおせん 役

### 映画
- ALWAYS 三丁目の夕日（2005年、東宝）
- 晴れた日は図書館へいこう（2007年） - 主演・カナ 役

### カタログ
- チャイルドブック（チャイルド本社）